# تكامل البيانات
تكامل البيانات أو تركيب المعطيات أو دمج البيانات هو دمج بيانات من بين مصادر مختلفة، ويوفر للمستخدمين رؤية موحدة لهذه البيانات. هذه العملية تصبح ذات فائدة كبيرة في مجموعة متنوعة من الحالات منها التجارية مثلا (عندما تقوم شركتان متماثلتان بدمج قواعد البيانات الخاصة بهم) وهناك تطبيقات علمية كذلك (مثل الجمع بين نتائج بحوث المعلوماتية الحيوية من مستودعات مختلفة). أهمية تركيب البيانات بدأت تظهر بصورة متزايدة، حيث بلغ الحجم والحاجة لتبادل البيانات الموجودة حدا كبيرا. كما وأصبح محور العمل النظري واسعا جدا، وتبقى العديد من المشاكل المفتوحة دون حل.